# The Ocular Surface
The Ocular Surface (skrót: Ocul Surf) – amerykańskie, okulistyczne czasopismo naukowe publikujące artykuły przeglądowe dotyczące badań nad powierzchnią oka; wydawane od 2003 roku. Kwartalnik.
Czasopismo jest recenzowane i publikuje przede wszystkim przeglądy najważniejszych odkryć związanych z powierzchnią oka z dziedzin takich jak: okulistyka, optometria, genetyka, biologia molekularna, farmakologia, immunologia, choroby zakaźne i epidemiologia. Tematyka publikacji obejmuje m.in.: leczenie (także chirurgiczne) patologii powierzchni oka, fizjologię powierzchni oka, reakcje powierzchni ocznej na urazy i choroby oraz rozwój leków i instrumentów wykorzystywanych w diagnostyce i terapii powierzchni oka.
Redaktorem naczelnym czasopisma jest Ali Djalilian – związany z Department of Ophthalmology College of Medicine University of Illinois w Chicago. Wydawcą jest koncern Elsevier.
Pismo ma współczynnik wpływu impact factor (IF) wynoszący 9,108 (2018/2019). W międzynarodowym rankingu SCImago Journal Rank (SJR) mierzącym znaczenie poszczególnych czasopism naukowych „The Ocular Surface” zostało w 2018 roku sklasyfikowane na 2. miejscu wśród czasopism z zakresu okulistyki. 
W polskich wykazach czasopism punktowanych przez Ministerstwo Nauki i Szkolnictwa Wyższego czasopismo otrzymało kolejno: 40-45 punktów (lata 2013-2016) oraz 140 punktów (2019).